# Verdrag van Montreuil (1299)
Het Verdrag van Montreuil (1299) maakte een einde aan de Frans-Engelse Oorlog (1294-1299). Het verdrag werd ondertekend  op 19 juni 1299 door koning Filips IV van Frankrijk enerzijds en koning Eduard I van Engeland anderzijds.
Hierin werd gestipuleerd dat indien Eduard I het verdrag niet nakomt, hij Guyenne zou verliezen; als Filips in gebreke zou blijven, zou hij een boete van £ 100.000 betalen.
Bijkomend werden de familiebanden aangetrokken, de weduwnaar Eduard I kreeg de halfzus van Filips, Margaretha als vrouw en de vierjarige Isabella, dochter van Filips, werd beloofd aan de zoon van Eduard I, de latere Eduard II.
Dit verdrag werd herbevestigd met het Verdrag van Parijs (1303).